# Charles Janet
Charles Janet (15. června 1849 – 7. února 1932) byl francouzský inženýr, ředitel společnosti, geolog, biolog a botanik. Byl nejen úspěšným podnikatelem, ale také plodným vynálezcem, který navrhl mnoho vylepšení pro svou práci. Zajímal se o přírodní vědy a ve svých 37 letech se v roce 1886 přihlásil na Sorbonnu a v roce 1890 zde získal doktorát. Rozsah jeho vědecké práce je velký:
- Od roku 1882 začal publikovat vědecká pojednání o geologii Pařížské pánve. Jeho sbírka 50 000 zkamenělin a dalších exemplářů byla bohužel po jeho smrti rozptýlena.
- Věnoval se také biologii a botanice. Na základě svých výzkumů napsal sérii článků o evoluci. Jeho publikace čítají kolem 4000 stran se 700 ilustracemi.
- Je také známý svou inovativní prezentací periodické tabulky chemických prvků, které se začal věnovat ve stáří 78 let od roku 1927. Byl první, kdo použil termín blok s, p, d, f.

## Život
Charles Janet absolvoval École des Arts et Manufactures de Paris v roce 1872 a stal se inženýrem. Pak pracoval jako chemik a inženýr v několika továrnách v Puteaux (1872), Rouenu (1873–4) a Saint-Ouen (1875–6). Poté byl zaměstnán Philippem Alphonsem Dupontem v továrně Société A. Dupont & Cie, která vyráběla kostní knoflíky a jemné štětce. Pracoval zde po zbytek svého života.
V listopadu 1877 se oženil s dcerou majitele továrny Berthe Marií Antonií Dupontovou. Měli spolu sedm dětí, jeden z jeho synů byl známým letcem v první světové válce. Žili v nádherné vile Villa des Roses v Beauvais. Během druhé světové války ji využívali němečtí okupanti a v roce 1972 byla zbourána.
Bratr Armand Janet byl také inženýr a entomolog. V roce 1911 působil jako prezident Société entomologique de France. Byl také speleolog a průzkumník. Jako jeden z prvních prozkoumal Verdonskou soutěsku.

## Vědecká práce
Charles Janet byl velmi všestranný člověk a kromě své práce v továrně se věnoval vědě. V roce 1886 zahájil univerzitní studium na Sorbonně a v roce 1900 získal doktorát z přírodních věd. Ještě před koncem studií pravidelně publikoval o svém biologickém výzkumu a v roce 1896 mu Francouzská akademie věd udělila Thoreovu cenu. V roce 1899 byl zvolen prezidentem Francouzské zoologické společnosti. Rozsah jeho celoživotní práce byl velký. Zabýval se entomologií, biologií, zoologií, botanikou, geologií, paleontologií a na závěr života také chemií.

### Entomologie

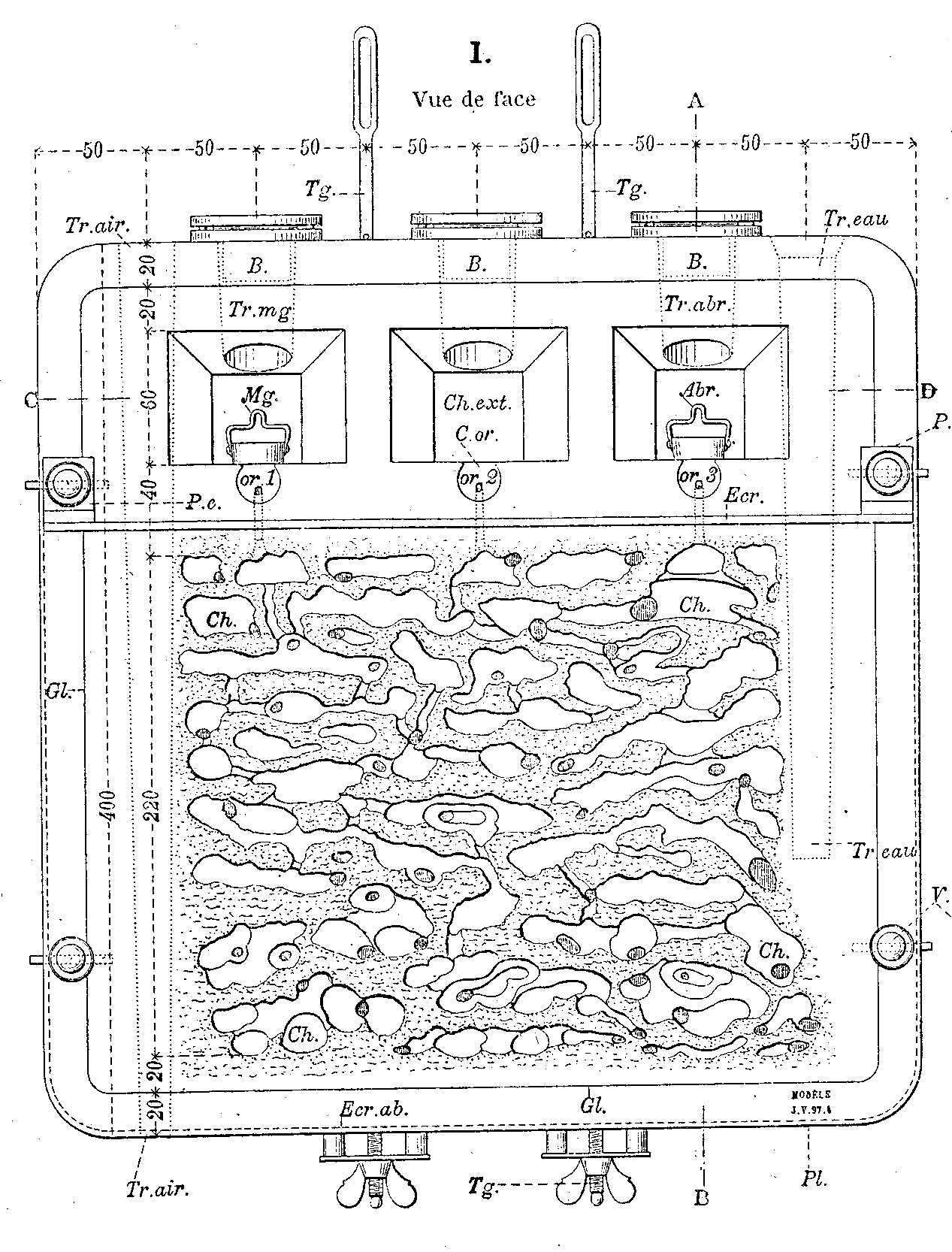
Umělé mravenčí hnízdo

Zpočátku své vědecké kariery se Charles Janet věnoval především entomologii. Pořizoval snímky z mikroskopu a na jejich základě studoval morfologii hlav vos, včel a mravenců. V roce 1894 pozoroval hnízdo sršní od jeho vzniku až po jeho zánik. Během pěti měsíců nepřetržitého pozorování objevil mnoho zákonitostí jejich života. Vynalezl vertikální umělé hnízdo, které zůstalo po dlouhou dobu klasickým nástrojem entomologů. Tento typ hnízda mu například umožnil pochopit, jak některý hmyz žije na úkor mravenců.
Během studií na Sorbonně se věnoval především mravencům a jeho články o nich způsobily velký zájem veřejnosti. Vynalezl například skleněné trubice, které umožňovaly pohled do vnitřku mravenčích kolonií. Navrhl umělá mravenčí hnízda a získal s nimi velký úspěch na Světové výstavě v Paříži 1889. V roce 1909 mu Francouzská akademie věd udělila Cuvierovu cenu za nejpozoruhodnější práci v zoologii.

### Botanika
Na základě svých studií hmyzu se jeho zájem postupně posouval směrem k botanice. Snažil se nalézt společného předka živočichů a rostlin. Zvláště se zajímal o posloupnost buněčného vývoje mezi dvěma generacemi. Publikoval o evoluční teorii a načrtl organizační plán pro všechny živé bytosti. Podle něj mohou být všechny vyhynulé a současné bytosti popsány pouze sedmi plány. Jeho teorie však byla velmi špatně přijata a zkritizována v Revue générale des Sciences pures et appliquées (Všeobecná revue čistých a aplikovaných věd).

### Geologie a paleontologie
Charles Janet se celý svůj život věnoval geologii a paleontologii. Prozkoumal Pařížskou pánev a shromáždil pozoruhodnou sbírku, která obsahovala kolem 50 000 fosilních a prehistorických zkamenělin. Velká část sbírky obsahovala také zkameněliny z regionálních nalezišť, která zmizela jako například Bracheux Sands expanzí města Beauvais.

### Chemie

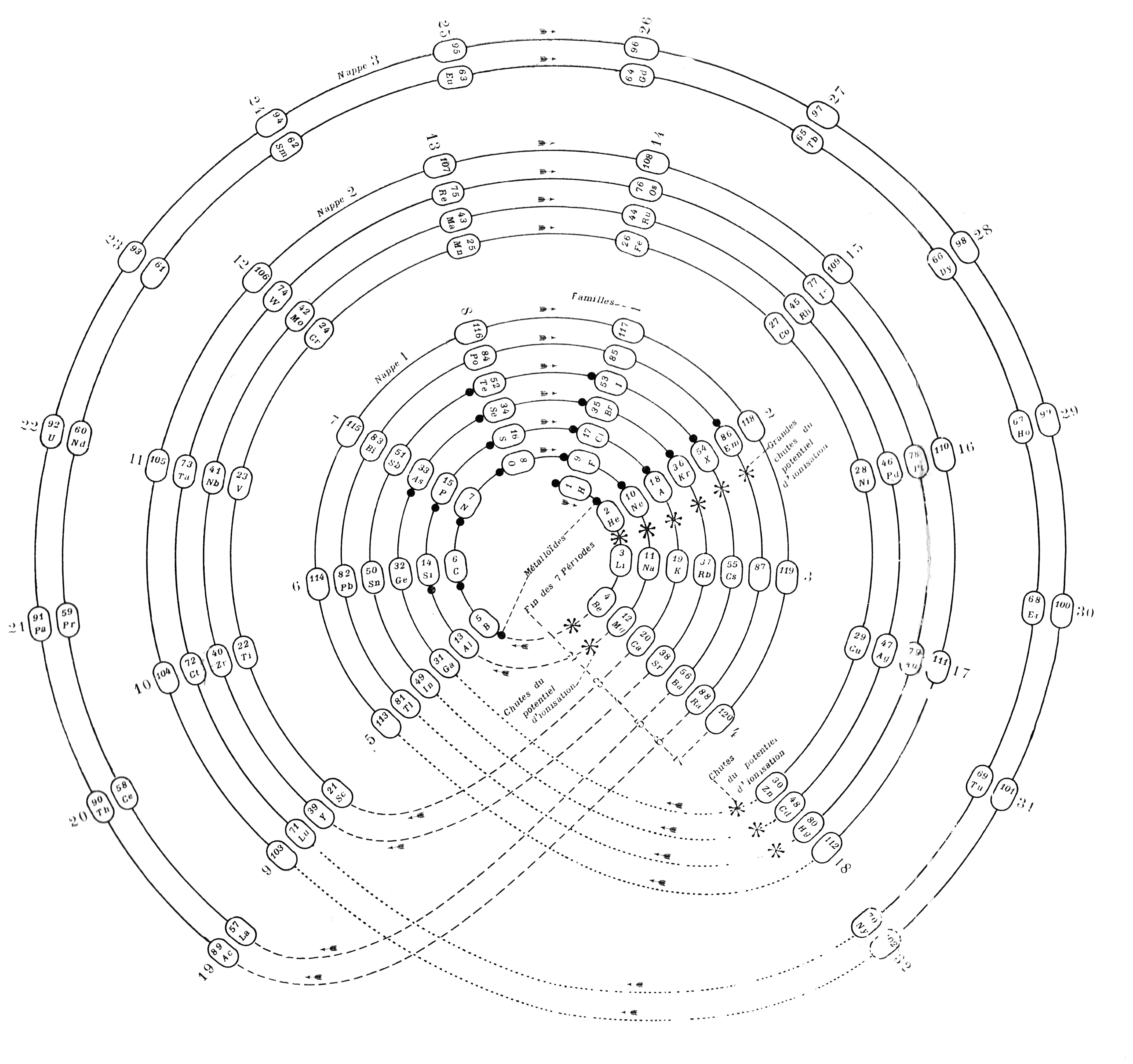
Janetova spirálová tabulka

Ve věku 78 let se zabýval výzkumem atomů, zajímal se o jejich vlastnosti a organizaci jejich jader. Uvažoval o periodické klasifikaci atomových prvků na základě jejich fyzikálně-chemických vlastností, které jsou podle něj úzce spojeny s jejich aritmetickým a grafickým uspořádáním.
V roce 2010 byly nalezeny nebo znovu objeveny jeho články o uspořádání periodické tabulky, která byla nazvána Left-Step Table (Tabulka levého kroku). Tyto články byly soukromě vydávány od roku 1927 a byly distribuovány pouze v omezeném rozsahu. Potom upadly do zapomnění.

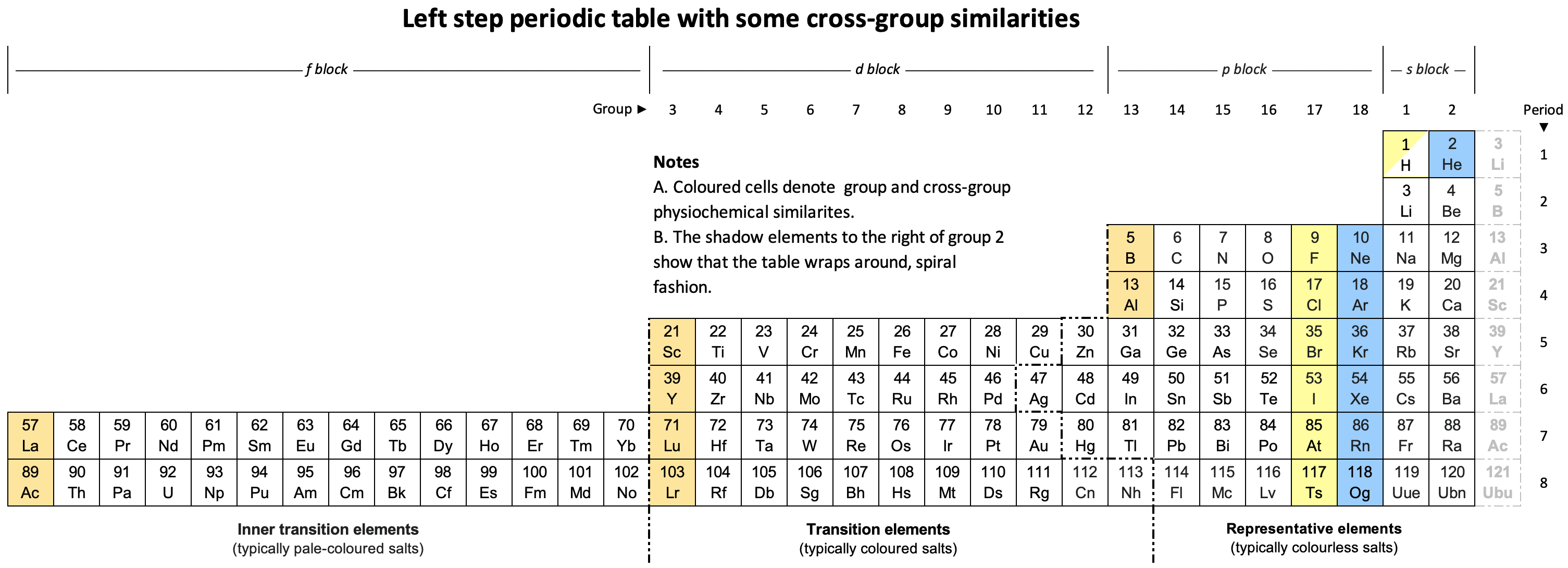
Janetova tabulka levého kroku

#### Spirálová tabulka
Původně uspořádal prvky do spirálové tabulky. Vypadala jako šroubovice obkreslená na povrchu čtyř vnořených válců. Vycházel ze skutečnosti, že řada chemických prvků je vlastně spojitá posloupnost prvků.

Madelungovo pravidlo. Stavy překřížené stejnou červenou šipkou mají stejnou hodnotu n + l. Směr červené šipky označuje pořadí vyplňování orbitalů.

#### Tabulka levého kroku
Různými geometrickými transformacemi odvodil periodickou tabulku nazvanou Left-Step Table (Tabulka levého kroku). Později bylo jeho uspořádání potvrzeno kvantovou teorií a elektronovou konfigurací elektronového obalu atomu.
Janetova tabulka se liší od standardní tabulky umístěním prvků podle bloků. Prvky bloku s jsou vpravo a podslupky periodické tabulky jsou uspořádány v pořadí bloků (n − 3)f, (n − 2)d, (n − 1)p a n s, tedy zleva doprava. Pak není třeba přerušovat sekvenci nebo přesouvat blok f pod tabulku. Věřil, že nebudou nalezeny žádné prvky těžší než číslo 120, takže nepředpokládal blok g.
Z hlediska atomových kvantových čísel odpovídá každý řádek jedné hodnotě součtu (n + l), kde n je hlavní kvantové číslo a l vedlejší kvantové číslo. Tabulka tedy odpovídá Madelungovu pravidlu, které říká, že atomové podslupky jsou plněny v pořadí rostoucích hodnot (n + l).
Janet také předpokládal prvek nula, jehož atom by se skládal ze dvou neutronů. Domníval se, že by to mohlo mít spojení se zrcadlovou tabulkou prvků se záporným atomovým číslem, tedy s antihmotou. Předpokládal také existenci těžkého vodíku (deuteria). Zemřel těsně před objevem neutronu, pozitronu a těžkého vodíku. Jeho práce byla propagována především Edwardem G. Mazursem.